# Nactus serpensinsula
Il geco dell'Isola dei serpenti (Nactus serpensinsula (Loveridge, 1951)) è un sauro della famiglia Gekkonidae, endemico di Mauritius.

## Tassonomia
Sono note due sottospecie:
- Nactus serpensinsula durrelli Arnold & Jones, 1994
- Nactus serpensinsula serpensinsula (Loveridge, 1951)

## Distribuzione e habitat
L'areale della specie è ristretto a due isole disabitate che sorgono in prossimità della costa settentrionale dell'isola di Mauritius: l'Isola dei Serpenti, locus typicus della sottospecie nominale, e Round Island, ove è presente la sottospecie Nactus serpensinsula durrelli.

## Conservazione
Per la ristrettezza del suo areale la IUCN Red List classifica Nactus serpensinsula come specie vulnerabile.